# Draft de dispersion
La draft de dispersion ou repêchage de dispersion au Québec, est une forme particulière de draft (choix des nouveaux joueurs) dans plusieurs sports nord-américains. À l'inverse des drafts d'expansion (ou repêchage d'expansion au Québec) destinés à distribuer des joueurs aux franchises nouvellement créées, la présente draft est mise en place lors de la disparition d'une équipe afin que les équipes restantes sélectionnent les joueurs de la défunte équipe.

## Basketball
En National Basketball Association (NBA), le 28 novembre 1954, les joueurs des Bullets de Baltimore sont dispersés.
Il y a eu deux drafts de dispersion durant la saison NBA 1950-1951 :
- en octobre 1950 avec la disparition des Stags de Chicago ;
- en janvier 1951 avec la disparition des Capitols de Washington.

Il y en eut également plusieurs en 1975 et 1976 à la suite de la dissolution de l'American Basketball Association.
Avec des franchises encore instables, la Women's National Basketball Association (WNBA) a connu plusieurs drafts de dispersion : 
- deux en 2003 à la suite de l'arrêt des Sol de Miami et des Fire de Portland[2] ;
- une en 2004 à la suite de la dissolution des Rockers de Cleveland[3] ;
- une en 2007 à la suite de la disparition du Sting de Charlotte[4] ;
- une en 2008 à la suite de l'arrêt des Comets de Houston[5] ;
- une en 2009 à la suite de la dissolution des Monarchs de Sacramento[6].

À chaque fois, toutes les équipes restantes se sont vues proposer un choix de draft en fonction de l'ordre inverse de leur taux de victoires de la saison précédente.

## Football américain
La National Football League (NFL) n'a organisé qu'une seule draft de dispersion le 2 juin 1950 (en) pour les joueurs des équipes de l'All-America Football Conference soit les Yankees de New York, les Bills de Buffalo, les Hornets de Chicago et les Dons de Los Angeles. La plupart des joueurs des Yankees avaient déjà été répartis entre les Giants et les Yanks de New York (anciennement dénommés les Bulldogs).
L'ordre de tirage a été déterminé par le classement inversé de la saison 1949 (de la moins bonne équipe vers la meilleure) :
- 1 - Colts de Baltimore (AAFC) ;
- 2 - Yanks de New York (Bulldogs de New York en 1949) ;
- 3 - Packers de Green Bay ;
- 4 - Lions de Détroit
- 5 - Redskins de Washington :
- 6 - Giants de New York :
- 7 - Steelers de Pittsburgh ;
- 8 - Cardinals de Chicago (à égalité avec les Steelers) ;
- 9 - Bears de Chicago ;
- 10 - 49ers de San Francisco (AAFC) (à égalité avec les Bears) ;
- 11 - Rams de Los Angeles ;
- 12 - Browns de Cleveland (AAFC) ;
- 13 - Eagles de Philadelphie.

Les équipes des Colts et des Packers étant les équipes les plus faibles, elles ont reçu un total de cinq choix supplémentaires chacune qui ont été répartis à la fin du 3e tour (2 choix), du 5e (1 choix), du 7e (1 choix) et du 9e (1 choix).
Les équipes ont choisi un total de 140 joueurs lors des 10 tours de la draft.

## Hockey sur glace
Dans la Ligue nationale de hockey (LNH), les Eagles de Saint-Louis disparaissent après une seule saison. Leurs joueurs rejoignent dès lors les autres équipes de la ligue en 1935.
En 1991, la draft d'expansion est également une draft de dispersion. En effet, les joueurs des North Stars du Minnesota sont partagés entre les North Stars et une nouvelle franchise, les Sharks de San José.
L'Association mondiale de hockey (AMH), ligue rivale de la LNH, cesse ses activités en 1979. Quatre de ses équipes, les Oilers d'Edmonton, les Jets de Winnipeg, les Nordiques de Québec et les Whalers de la Nouvelle-Angleterre sont intégrées dans la LNH et une draft de dispersion est organisée qui permet à ces quatre équipes de récupérer les joueurs de deux équipes dissoutes, les Stingers de Cincinnati et les Bulls de Birmingham.